# Vinodolska
Vinodolska es un municipio de Croacia en el condado de Primorje-Gorski Kotar.

## Geografía
La cabecera del municipio es la localidad de Bribir. 

## Demografía
En el censo 2011 el total de población del municipio fue de 3 577 habitantes, distribuidos en las siguientes localidades:
- Bribir - 1 695
- Drivenik - 308
- Grižane-Belgrad - 953
- Tribalj - 621

| Gráfica de población de Vinodolska 1857-2011                        |
|                                                                     |
| Según los censos de población de la oficina estadística de Croacia. |